# Rita Keszthelyi
Rita Keszthelyi, nach Heirat Rita Keszthelyi Nagy, (* 10. Dezember 1991 in Budapest) ist eine ungarische Wasserballspielerin. Sie war Olympiadritte 2021, Weltmeisterschaftszweite 2022, 2024 und 2025, Weltmeisterschaftsdritte 2013 und Europameisterin 2016, dreimal war sie Europameisterschaftsdritte.

## Karriere
Die 1,78 m große Rita Keszthelyi spielte auf Vereinsebene unter anderem für Szentesi VK und für UVSE aus Budapest, nachdem sie in der Jugend von Újpesti TE begonnen hatte.
Rita Keszthelyi belegte mit der ungarischen Mannschaft 2007 den dritten Platz bei den Juniorenweltmeisterschaften. Nach einem vierten Platz 2009 erkämpften die Ungarinnen 2011 die Silbermedaille. Ihre erste Medaille im Erwachsenenbereich gewann sie bei der Europameisterschaft 2012 in Eindhoven, als die ungarische Mannschaft den dritten Platz hinter Italien und Griechenland belegte. Im Spiel um Bronze siegten die Ungarinnen mit 9:8 gegen die Russinnen. Bei den Olympischen Spielen in London belegten die Ungarinnen in der Vorrunde den dritten Platz in ihrer Gruppe. Mit einem Viertelfinalsieg über die Russinnen erreichten die Ungarinnen das Halbfinale und belegten nach zwei Niederlagen gegen Spanien und Australien den vierten Platz. Keszthelyi war in allen sechs Spielen dabei und erzielte insgesamt zehn Tore.
Im Jahr darauf gewannen bei der Weltmeisterschaft 2013 die Spanierinnen vor den Australierinnen. Im Spiel um Bronze trafen die Ungarinnen wie im Vorjahr auf die Russinnen und siegten diesmal mit 10:8. Rita Keszthelyi erzielte im Turnierverlauf 21 Treffer. 2014 bei der Europameisterschaft in Budapest siegten die Spanierinnen vor den Niederländerinnen. Die ungarische Mannschaft bezwang im Kampf um Bronze die italienische Mannschaft mit 10:9. Rita Keszthelyi warf im Spiel um den dritten Platz zwei Tore. 2015 belegten die Ungarinnen bei der Weltmeisterschaft in Kasan den neunten Platz. Anfang 2016 gewannen die Ungarinnen den Titel bei der Europameisterschaft in Belgrad. Die Ungarinnen erreichten das Finale mit einem Halbfinalsieg über die Italienerinnen, im Finale besiegten sie die Niederländerinnen mit 9:7. Beim olympischen Wasserballturnier in Rio de Janeiro siegten die Ungarinnen im Viertelfinale gegen die Australierinnen nach Penaltyschießen. Nach der Halbfinalniederlage gegen das US-Team kam es auch im Spiel um Bronze gegen die Russinnen zum Penaltyschießen, das die Russinnen gewannen. Rita Keszthelyi hatte im Spiel um Bronze zwei Tore geworfen und verwandelte auch ihren Penalty. Insgesamt warf sie während des Turniers 14 Tore, zuzüglich zwei Treffer im Penaltyschießen. 
2017 war Ungarn Gastgeber der Weltmeisterschaft in Budapest. Die ungarische Mannschaft unterlag im Viertelfinale den Kanadierinnen und belegte am Ende den fünften Platz. 2018 verloren die Ungarinnen bei der Europameisterschaft in Barcelona im Halbfinale gegen die Niederländerinnen. Im Spiel um Bronze unterlagen sie den Spanierinnen mit 6:12. Auch bei der Weltmeisterschaft 2019 in Gwangju belegten die Ungarinnen den vierten Platz. Nach einer Halbfinalniederlage gegen die Spanierinnen verloren die Ungarinnen das Spiel um den dritten Platz mit 9:10 gegen Australien. Im Januar 2020 fand die Europameisterschaft in Budapest statt. Wieder unterlagen die Ungarinnen im Halbfinale den Spanierinnen, im Spiel um den dritten Platz besiegten sie die Niederländerinnen mit 10:8. Bei den 2021 ausgetragenen Olympischen Spielen in Tokio besiegten die Ungarinnen im Viertelfinale die Niederländerinnen und unterlagen dann im Halbfinale den Spanierinnen. Das Spiel um Bronze gewannen die Ungarinnen mit 11:9 gegen die Russinnen. Es war die erste olympische Medaille für die ungarischen Wasserballspielerinnen, ihre männlichen Kollegen sind mit neun Olympiasiegen die erfolgreichste Wasserballmannschaft.
2022 bei der Weltmeisterschaft in Budapest erreichten die Ungarinnen mit einem 14:6 über die Italienerinnen das Finale. Im Endspiel unterlagen die Ungarinnen dem US-Team mit 7:9. Bei der Europameisterschaft in Kroatien belegten die Ungarinnen den fünften Platz. Im Jahr darauf bei der Weltmeisterschaft 2023 in Fukuoka trafen die beiden Mannschaft aus dem Finale 2022 im Spiel um den fünften Platz aufeinander. Das US-Team gewann im Penaltyschießen. Im Januar 2024 belegten die Ungarinnen den fünften Platz bei der Europameisterschaft in Eindhoven. Im Februar 2024 bei der Weltmeisterschaft in Doha trafen das US-Team und die Ungarinnen zum dritten Mal in drei Jahren aufeinander, diesmal wieder im Finale, und erneut siegte das US-Team. Am 6. August 2024 verloren die Ungarinnen im Viertelfinale der Olympischen Spiele in Paris mit 4:5 gegen das US-Team. In den Platzierungsspielen wurden die Ungarinnen Fünfte nach Penaltyschießen gegen die Italienerinnen. Keszthelyi verwandelte ihren Penalty im Spiel um den fünften Platz.
2025 bei der Weltmeisterschaft in Singapur besiegten die Ungarinnen im Viertelfinale die Italienerinnen mit 12:9. Im Halbfinale bezwangen sie die Spanierinnen mit 15:9. Das Finale gegen die Griechinnen endete mit 9:12. Im Finale erzielte Keszthelyi einen Treffer.
Rita Keszthelyi ist die Tochter von Tibor Keszthelyi, der 1988 in Seoul Olympiafünfter im Wasserball war.